# Witalij Mohyłenko
Witalij Wiktorowycz Mohyłenko, ukr. Віталій Вікторович Могиленко (ur. 5 lipca 1965 w Sumach) – ukraiński biathlonista. W Pucharze Świata zadebiutował 17 grudnia 1992 roku w Pokljuce, gdzie zajął 53. miejsce w biegu indywidualnym. Pierwsze punkty wywalczył 11 marca 1993 roku w Östersund, zajmując piąte miejsce w tej samej konkurencji. Nigdy nie stanął na podium zawodów pucharowych. Najlepsze wyniki osiągnął w sezonie 1992/1993, kiedy zajął 49. miejsce w klasyfikacji generalnej. W 1993 roku wystartował na mistrzostwach świata w Borowcu, gdzie zajął 13. miejsce w biegu drużynowym, 77. miejsce w sprincie i piąte w sztafecie. Brał też udział w igrzyskach olimpijskich w Lillehammer w 1994 roku, zajmując 26. miejsce w biegu indywidualnym oraz 15. miejsce w sztafecie.

## Osiągnięcia

### Igrzyska olimpijskie
| Rok  | Miejscowość | Konkurencje | Konkurencje | Konkurencje | Konkurencje | Konkurencje | Konkurencje | Konkurencje |
| Rok  | Miejscowość | IN          | SP          | PU          | MS          | RL          | MR          | SR          |
| ---- | ----------- | ----------- | ----------- | ----------- | ----------- | ----------- | ----------- | ----------- |
| 1994 | Lillehammer | 26.         | –           | nd.         | nd.         | 15.         | nd.         | –           |

### Mistrzostwa świata
| Rok  | Miejscowość | Konkurencje | Konkurencje | Konkurencje | Konkurencje | Konkurencje | Konkurencje | Konkurencje |
| Rok  | Miejscowość | IN          | SP          | PU          | MS          | RL          | MR          | SR          |
| ---- | ----------- | ----------- | ----------- | ----------- | ----------- | ----------- | ----------- | ----------- |
| 1993 | Borowec     | –           | 77.         | nd.         | nd.         | 5.          | nd.         | –           |

### Puchar Świata

#### Miejsca w klasyfikacji generalnej
| Sezon     | Miejsce |
| --------- | ------- |
| 1992/1993 | 49.     |
| 1993/1994 | –       |

#### Miejsca na podium chronologicznie
Mohyłenko nigdy nie stanął na podium zawodów PŚ.